# Ballagh Beg

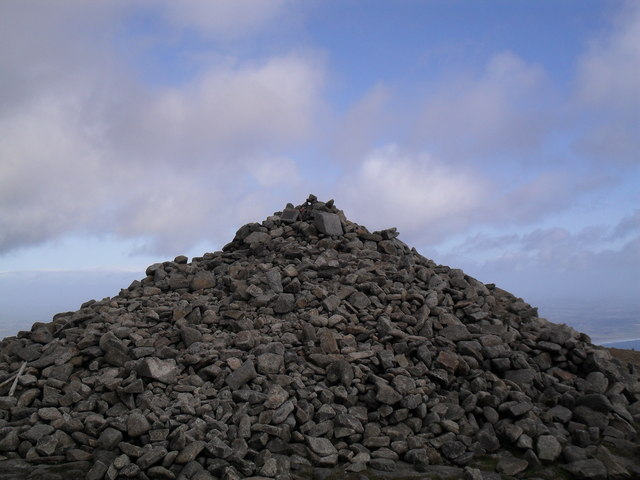
Denkmal an der Bergspitze

Das ausgegangene  Passage Tomb von Ballagh Beg (irisch An Bealach Beag – deutsch „der kleine Pass“) lag auf dem Gipfel des Slieve Donard (irisch Sliabh Dónairt) im County Down in Nordirland.

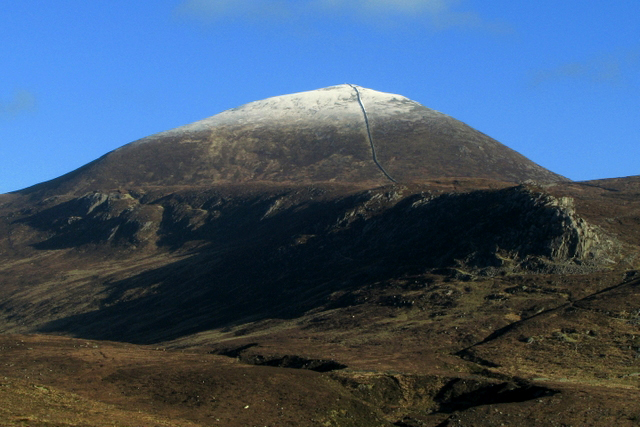
Der Slieve Donard

Der Slieve Donard ist mit 849 m der höchste Berg in Nordirland und der siebthöchste auf der Insel. Der einst 40 m Durchmesser messende Cairn auf seinem Gipfel ist der Rest des Passage Tombs, welches das höchste auf den Britischen Inseln war (heute ist es das auf dem Slieve Gullion im County Armagh). Der Cairn wurde stark abgebaut und von der Kammer ist nichts erhalten.
Ein bronzezeitlicher Cairn liegt ein paar hundert Meter entfernt. 